# Дебелякові
Дебелякові (Lamiinae Latreille, 1802 = Clinocephalides Mulsant, 1839) — найбільша підродина з родини жуків-вусачів, яка станом на 2021 рік налічує 20036 видів, розповсюджених по всіх материках Землі, окрім Антарктиди. Найбільш різноманітно підродина представлена у тропічній частині Землі. Палеонтологічні знахідки Дебелякових датуються нижнім еоценом — приблизно 50 млн. років тому. Молекулярні датування вказують на виникнення родини у кінці юрського або на початку крейдового періодів приблизно від 147 до 95 млн. років тому. Останні дослідження вказують  на виникнення предка Дебелякових приблизно 115 млн. років тому на території колишнього материка Ґондвана.

## Етимологія назви
Наукова латинізована назва Lamiinae утворена від давньогрецького «λαμία», що означає «Бабай» — вигадка для страхання дітей. Українська назва походить від слова «дебелий». Дебеляк — одна із традиційних українських назв для типового роду (Lamia) підродини Дебелякові. 

## Морфологія
Морфологічний опис представників підродини Дебелякових подано за монографією Івана Загайкевича.

### Імаго

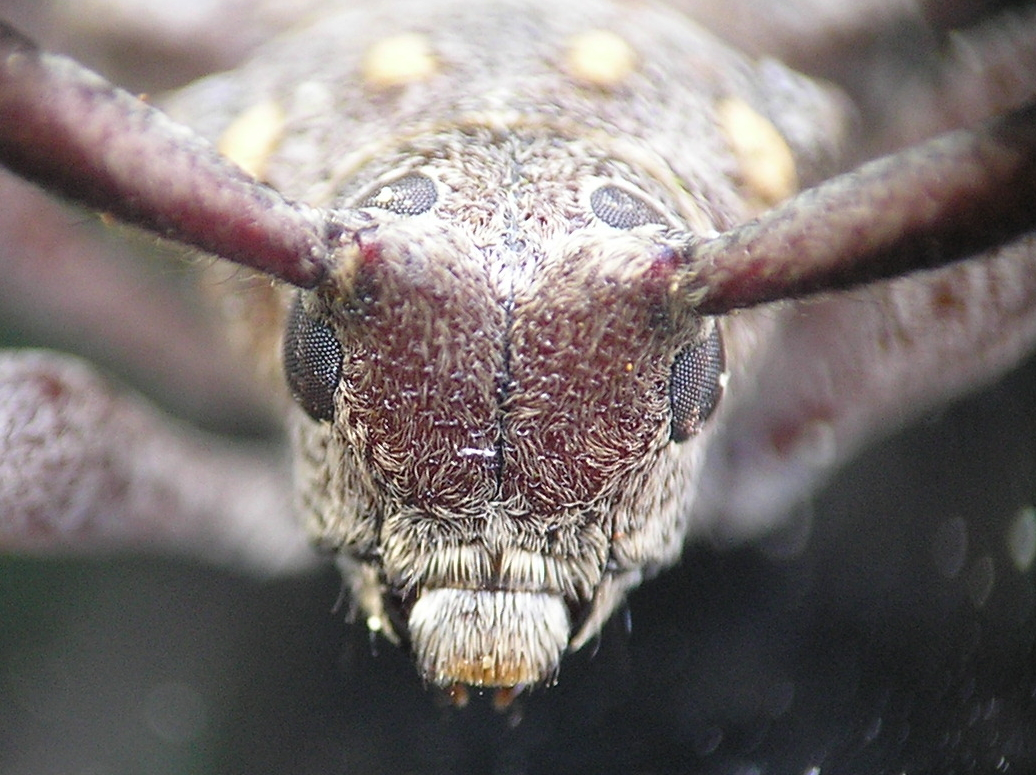
Голова Прутивуса трачієвого — представника підродини Дебелякові

Тіло видовжене, циліндричне, рідше валькувате. Основною ознакою підродини є спрямована донизу голова під кутом 90° у відношенні до осі тіла. Лоб вертикальний, щелепи спрямовані вниз. Останні членик щупальців загострений. Очі сильно виїмчасті, у декотрих родів розділені на дві половинки — виглядає, наче у жука 4 ока. На передніх гомілках наявна борозенка або жолобок.

### Личинка

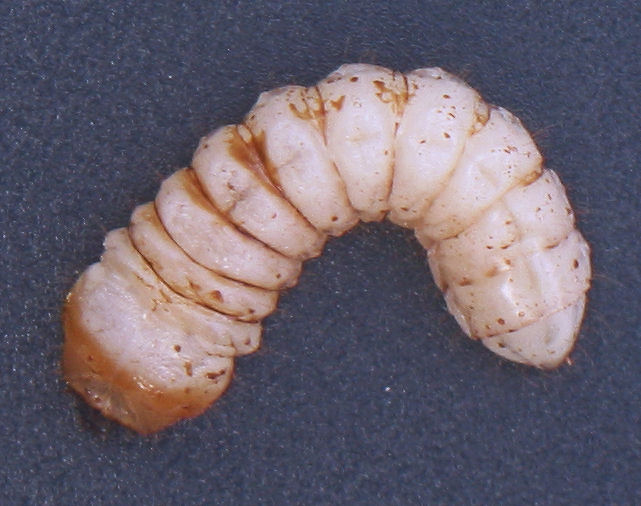
Личинка Дебелякових

Тіло видовжене, циліндричне, слабко сплющене у дорзо-вентральному натрямку, м'ясисте, біле. Голова дуже видовжена і втягнена у передньоспинку. Скронево-тім'яні частки з'єднані за допомогою довгого рубця, заокруглені позаду. Потилицевий отвір суцільний, розташований вентрально. На лобі наявно 6 епістомальних щетинок. З кожної сторони голови розташовано по 1-му вічку, а у еволюційно прогресивних триб — редуковані. Вусики 2-3-и членикові, їх другий члених містить сенсилу. Наличник широкий, трапецієподібної форми. Верхня губа поперечна. Мандибули видовжені, на своєму внутрішньому краї із зубцями. Лябіо-максилярний комплекс причленяється по довжині всього гіпостому. Щелепні щупальця складаються із 3-4-х члеників, а губні — з 2-4-х. Пронотум обмежений глибокими латеральними борозенками. Ноги відсутні. Черевце складається із 9-и члеників, 1-7 його членики мають рухові мозолі. На 9-у членику у примітивних триб наявні склеротизовані шип або гачечки. Дихальця у більшості випадків мають краєві камери. Анальний отвір трипроменевий.

## Систематика
Система підродини Дебелякові є складною і перебуває у стані постійних змін. На сьогодні існує певна неузгодженість між морфологічною і молекулярною систематиками, що спричинює значні дебати у середовищі фахівців. Перелік триб підродини Козакові наведено нижче з вказівкою українських найменувань для триб представлених у фавні України:
1. Прутивусцеві — Acanthocinini Blanchard, 1845 (= Moneilemini)
2. Кольківцеві — Acanthoderini Thomson, 1860
3. Acanthomerosternoplini Tippmann, 1955
4. Acmocerini Thomson, 1864
5. Acrocinini Thomson, 1860
6. Aderpasini Breuning & Téocchi, 1977
7. Aerenicini Lacordaire, 1872
8. Хоптяницеві — Agapanthiini Mulsant, 1839
9. Ancylonotini Lacordaire, 1869
10. Anisocerini Thomson, 1860
11. Apomecynini Thomson, 1860
12. Astathini Thomson, 1864
13. Calliini Thomson, 1864
14. Ceroplesini Thomson, 1860
15. Cloniocerini Lacordaire, 1872
16. Colobotheini Thomson, 1860
17. Compsosomatini Thomson, 1857
18. Crossotini Thomson, 1864
19. Cyrtinini Thomson, 1864
20. Променицеві — Desmiphorini Thomson, 1860
21. Elytracanthini Lane, 1955
22. Emphytoeciini Lacordaire, 1872
23. Enicodini Thomson, 1860
24. Eunidiini Téocchi et al., 2010
25. Eupromerini Galileo & Martins, 1995
26. Forsteriini Tippmann, 1960
27. Gyaritini Breuning, 1956
28. Heliolini Breuning, 1951
29. Hemilophini Thomson, 1868
30. Homonoeini Thomson, 1864
31. Hyborhabdini Aurivillius, 1911
32. Дебеляцеві — Lamiini Latreille, 1825 (= Dorcaschematini = Batocerini = Petrognathini = Phrissomini = Dorcadionini)
33. Laticraniini Lane, 1959
34. Mauesiini Lane, 1956
35. Megabasini Thomson, 1864
36. Середницеві — Mesosini Thomson, 1860
37. Microcymaturini Breuning & Téocchi, 1985
38. Morimopsini Lacordaire, 1869
39. Nyctimeniini Gressitt, 1951
40. Oculariini Breuning, 1950
41. Onciderini Thomson, 1860
42. Pachystolini Aurivillius, 1922
43. Абданцеві — Parmenini Mulsant, 1839
44. Phacellini Lacordaire, 1872
45. Phantasini Hunt & Breuning, 1957
46. Phrynetini Thomson, 1864
47. Пелехівцеві — Pogonocherini Mulsant, 1839
48. Polyrhaphidini Thomson, 1860
49. Pretiliini Martins & Galileo, 1990
50. Proctocerini Aurivillius, 1921
51. Prosopocerini Thomson, 1868
52. Protonarthrini Thomson, 1864
53. Pteropliini Thomson, 1860
54. Скрипальцеві — Saperdini Mulsant, 1839
55. Stenobiini Breuning, 1950
56. Sternotomini Thomson, 1860
57. Tapeinini Thomson, 1857
58. Скрипунцеві — Tetraopini Thomson, 1860
59. Tetraulaxini Breuning & Téocchi, 1976
60. Theocridini Thomson, 1858
61. Tmesisternini Blanchard, 1853
62. Tragocephalini Thomson, 1857
63. Velorini Thomson, 1864
64. Xenofreini Bates, 1885
65. Xenoleini Lacordaire, 1869
66. Xylorhizini Lacordaire, 1872
67. Zygocerini Lacordaire, 1872

## Фотогалерея

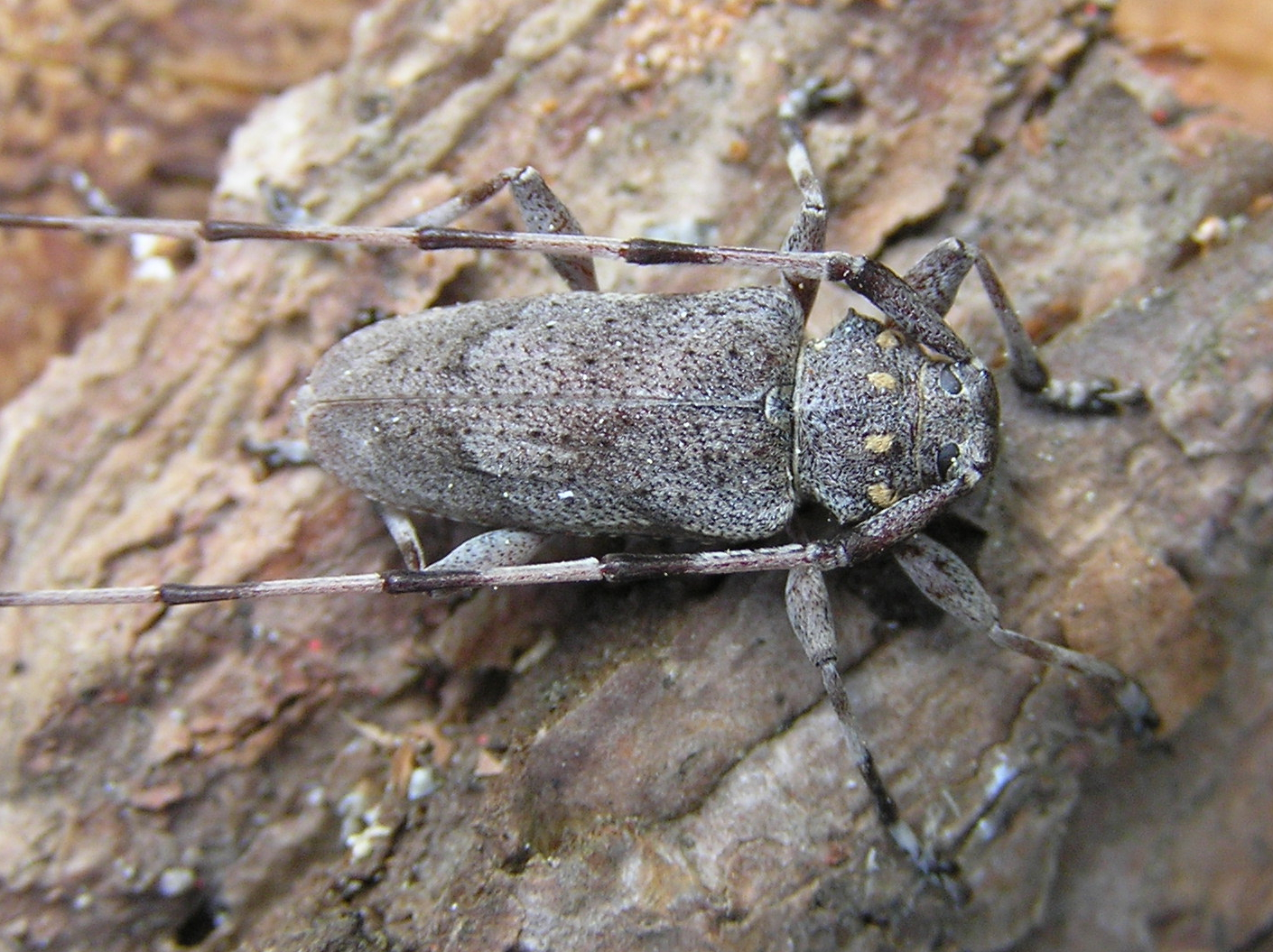
Прутивус трачієвий (Acanthocinus aedilis)
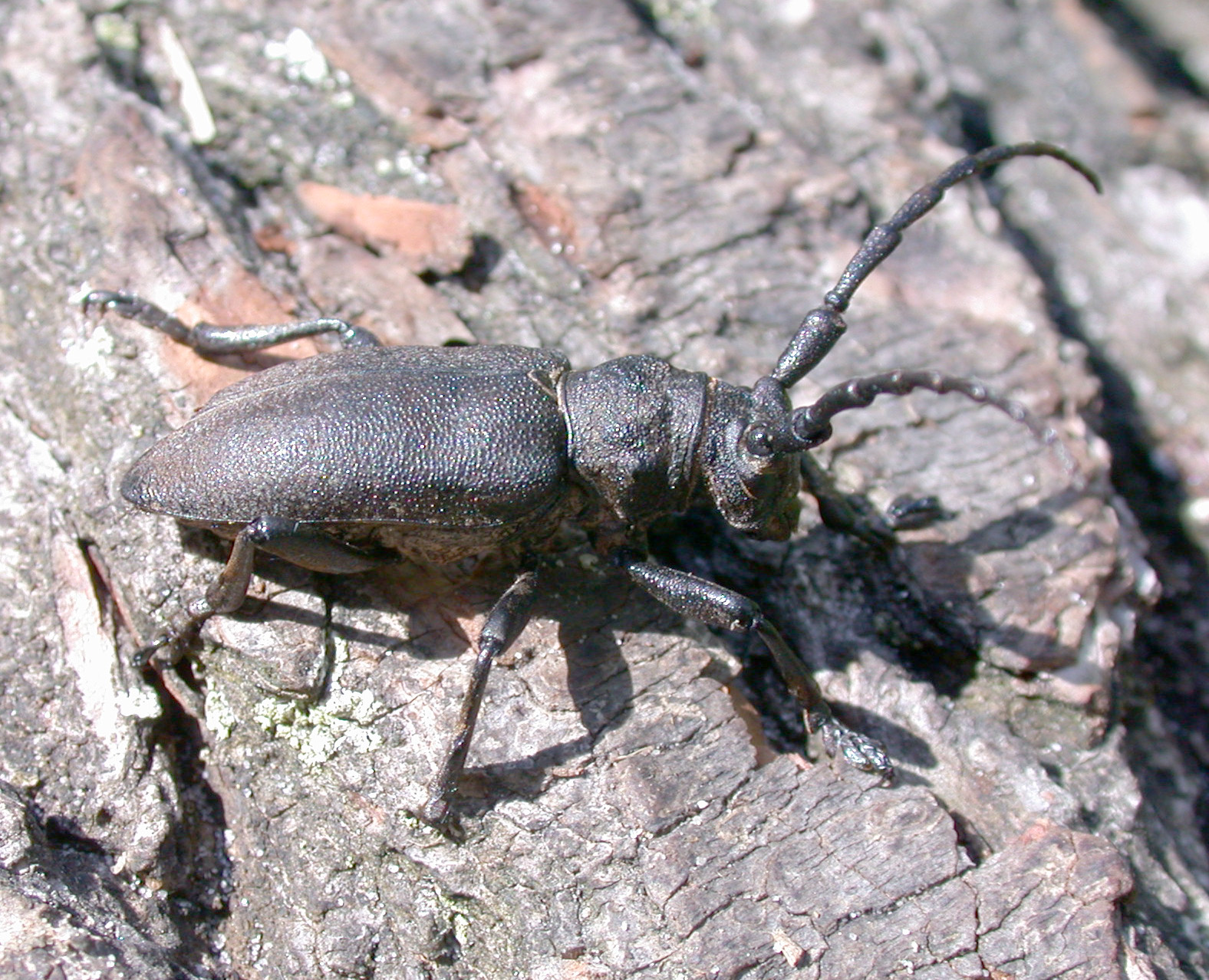
Дебеляк звичайний (Lamia textor)
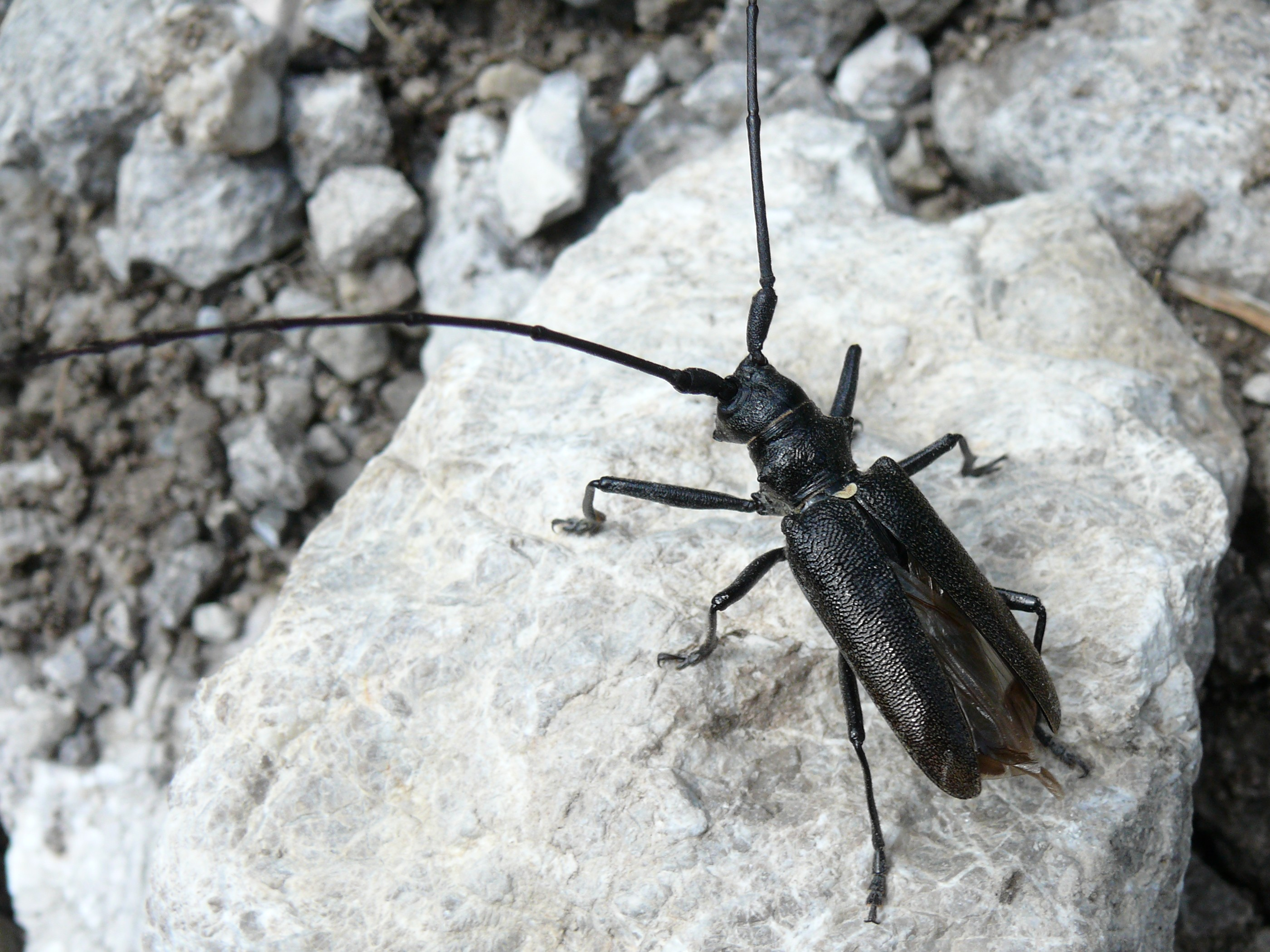
Скрипник ялиновий (Monochamus sartor)
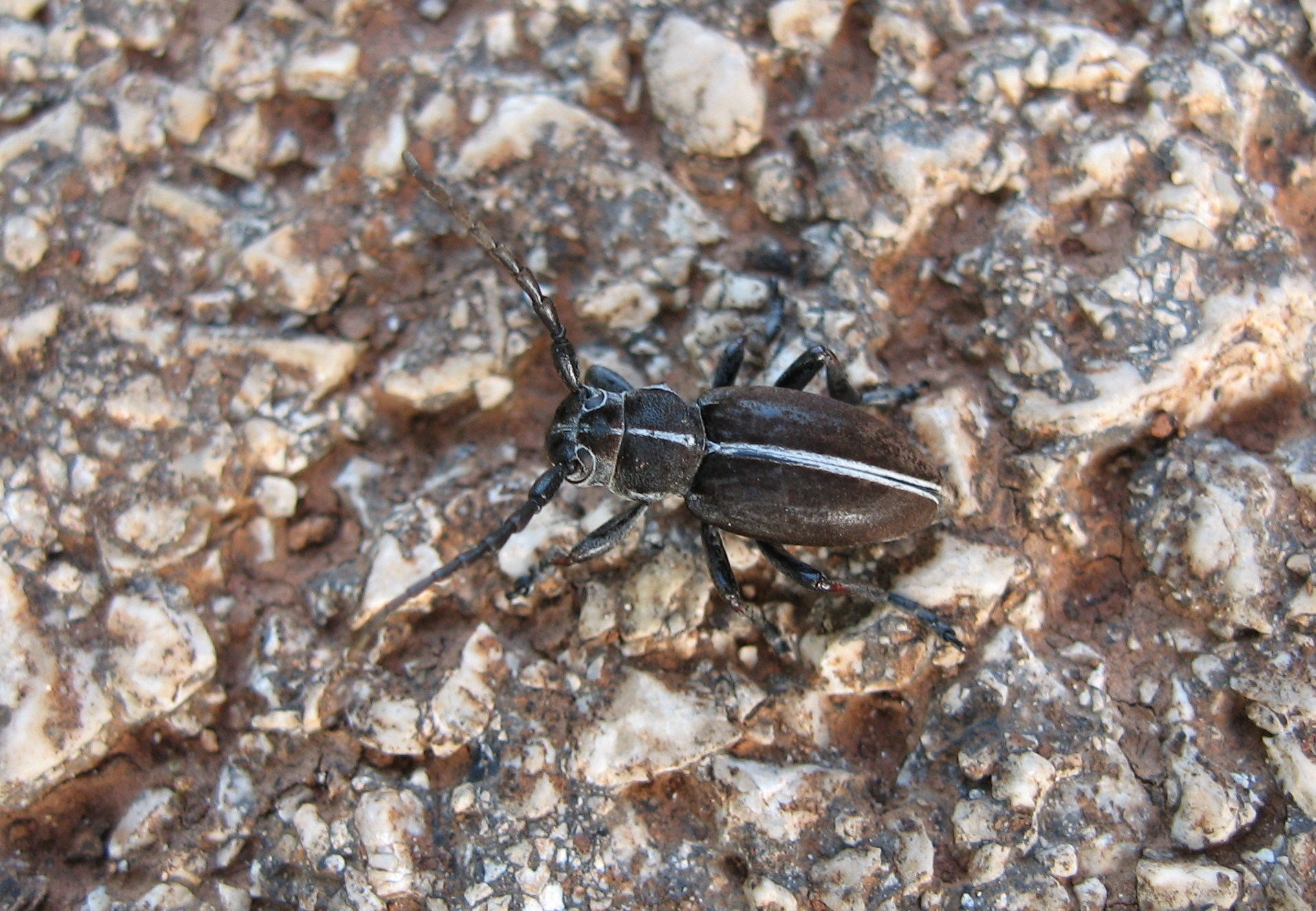
Dorcadion arenarium
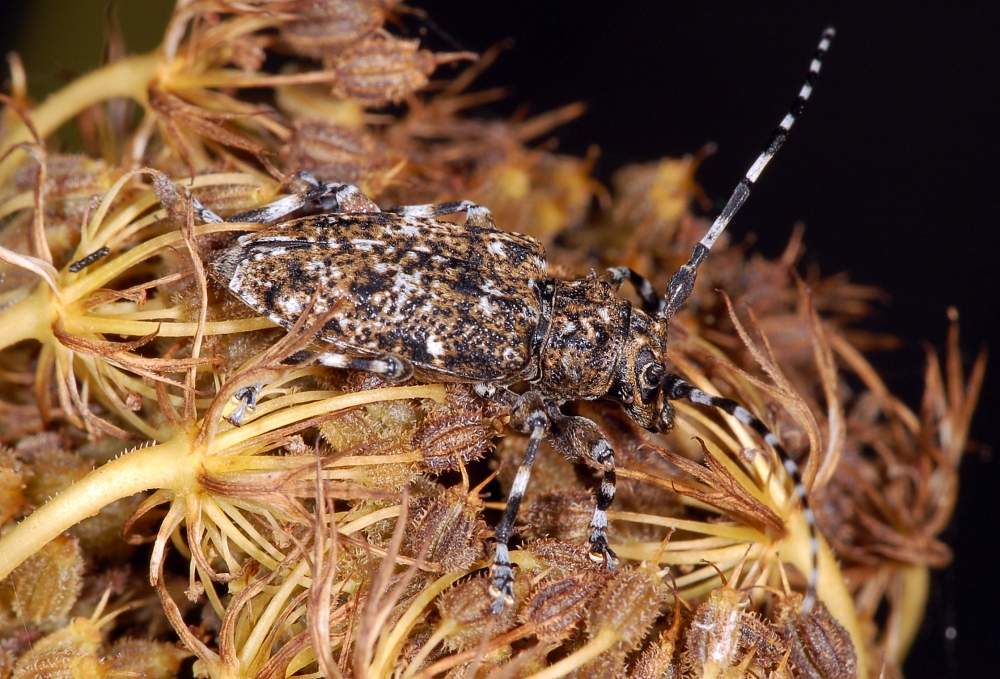
Козоріг булавоногий (Aegomorphus clavipes)
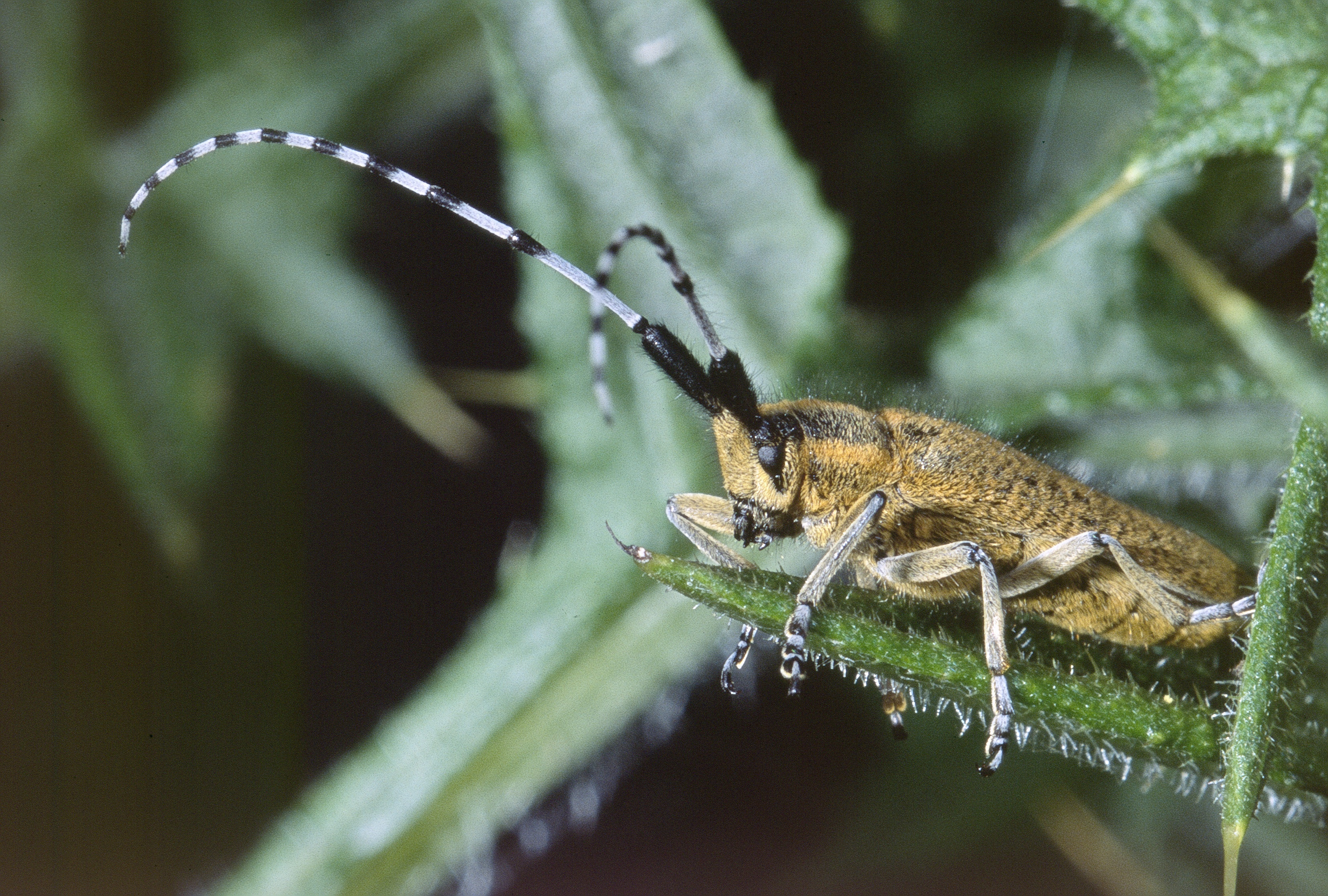
Хоптяниця кропивова (Agapanthia villosoviridescens)
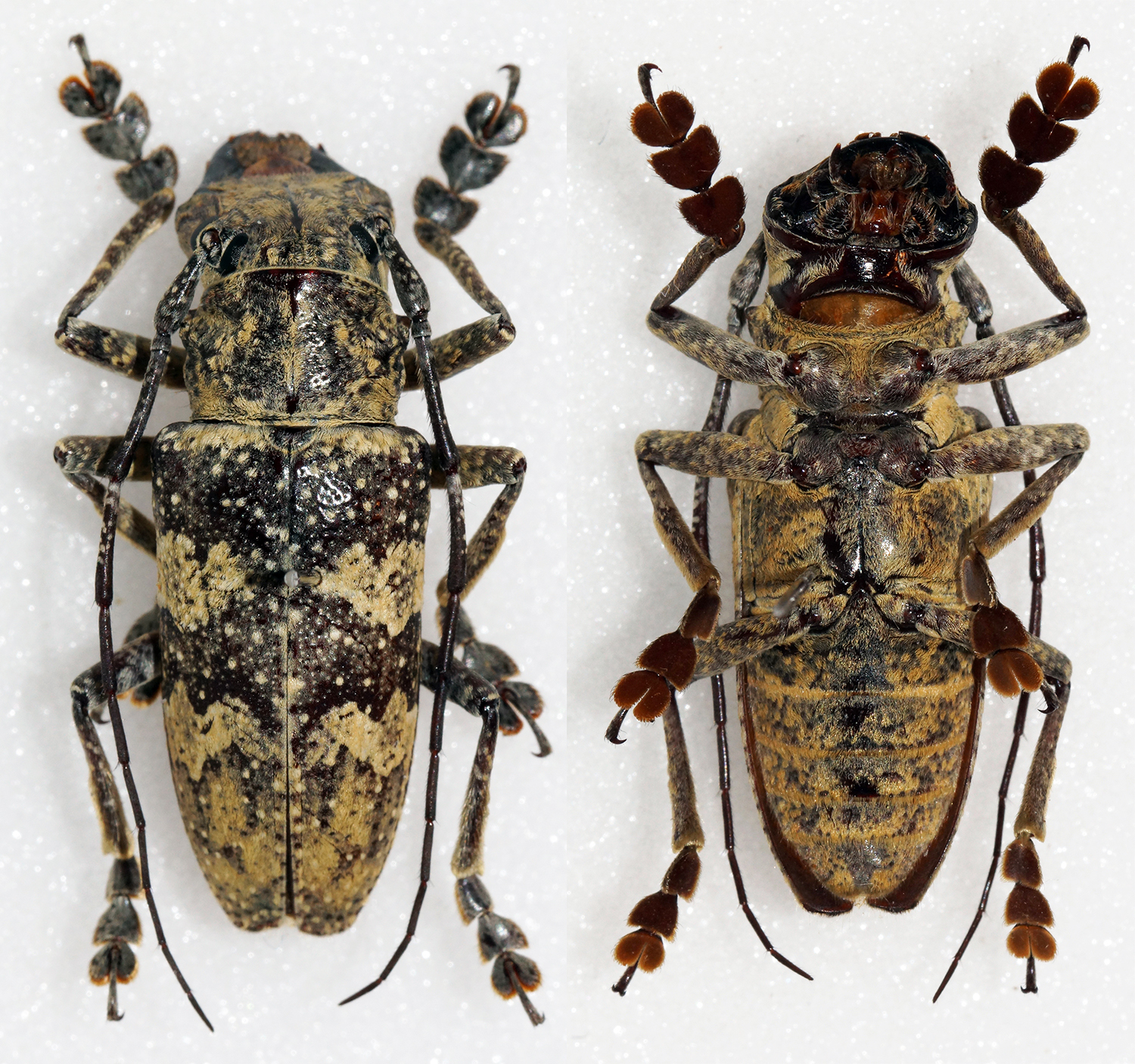
Abryna regispetri